# 石井由己雄
石井 由己雄（いしい ゆきお、1947年（昭和22年）1月9日 - ）は、日本の政治家、実業家。元山梨県大月市長（3期）。

## 来歴
1947年（昭和22年）、山梨県北都留郡大月町（現在の大月市）に生まれる。山梨県立都留高等学校卒業（落語家の三遊亭小遊三と同期に当たる）。1969年（昭和44年）3月、日本大学理工学部土木工学科卒業。同年4月、石井工業株式会社に就職。1988年（昭和63年）9月、同社の代表取締役社長に就任。2003年（平成15年）5月、社団法人山梨県建設業協会会長に就任。2007年（平成19年）5月、同協会の会長を退任。6月、石井工業株式会社を退社。
2007年7月1日に行われた大月市長選挙に出馬し初当選。8月6日、市長就任。2011年（平成23年）7月、無投票により2期目の当選。2015年（平成27年）7月、8年振りの選挙戦に勝利し3期目の当選。
2019年（令和元年）6月30日に行われた市長選では、自民党籍の長崎幸太郎知事らの支援を受けながらも前市議の小林信保に敗れ落選した。
2023年（令和5年）7月2日に行われた市長選に出馬するも現職の小林に敗れ再び落選した。

## 市政
- 2015年（平成27年）6月8日、山梨県と大月市と大林組は、市内笹子町の約2万平方メートルの事業用地において県内初のバイオマス発電事業を始動すると発表した。事業主体は大林組。同年8月に建設工事に着手する予定[9]。
- 2019年（平成31年）2月22日、市議会に110億6,900万円の2019年度一般会計当初予算案を提出。しかし石井の退職金1,555万円が計上されたことなどに対し、一部の市議が「石井市政の12年間で財政は悪化した。市長は退職金を受け取らず、身を切る姿勢を示すべきだ」と主張。3月20日、採決の結果、賛否が6対6の同数となり、山田善一議長が反対に回って同予算案は否決された[10]。